# Yoré Deà
Yoré Deà (en hebreu: יורה דעה) és una secció del Arba Turim, una recopilació de la llei jueva, la Halacà, publicada l'any 1475. Aquesta secció del llibre tracta sobre els aspectes de la llei jueva no relacionats amb el calendari hebreu, les finances, els greuges, el matrimoni, el divorci, o la conducta sexual. La secció Yoré Deà tracta sobre l'àrea més diversa de la llei jueva. Després, el Rabí Yossef Qaro va escriure un codi pràctic de la llei jueva, el Xulhan Arukh, basat en el llibre del Arba Turim, i seguint la seva mateixa estructura interna. Molts comentaristes posteriors van comentar les dues obres. La secció Yoré Deà es refereix a diverses àrees de la Halacà. Els temes tractats en aquesta secció inclouen però no es limiten a:
- Els aliments prohibits i els permesos,
- La circumcisió,
- Les persones no jueves,
- La idolatria,
- La prohibició de cobrar amb interès,
- Els juraments,
- Els conversos,
- Honrar als pares,
- Honrar als erudits i als ancians,
- Donar caritat,
- Estudiar la Torà,
- Els rotlles de la Torà,
- La Mezuzà,
- Allunyar a la mare per endur-se als pollets,
- Menjar-se el gra nou,
- Evitar les barreges prohibides (com el shatnez),
- La redempció del primogènit,
- L'excomunió,
- Visitar als malalts,
- Guardar dol,
- Els delmes sacerdotals,
- La prohibició de portar tatuatges.